# Тойчубаев, Чоймонкул
Чоймонкул Тойчубаев — советский хозяйственный и государственный деятель, лауреат Государственной премии СССР за выдающиеся достижения в труде.

## Биография
Родился в 1938 году в кишлаке Карасуу. Член КПСС.
В 1961—1991 — горнорабочий очистного забоя шахты «Северная» производственного объединения «Средазуголь».
За наивысшую производительность труда при добыче угля и нефти на основе эффективного использования техники и прогрессивной технологии был в составе коллектива удостоен Государственной премии СССР за выдающиеся достижения в труде 1978 года.
Делегат XIX конференции КПСС.
Жил в Джалал-Абадской области Киргизии.

## Награды
- Орден Октябрьской Революции (1986)
- Орден Трудового Красного Знамени (1981)